# Jubileum Volume III
Jubileum III è la terza compilation del gruppo black metal Bathory, recante questo titolo. Segue Jubileum I (1992) e Jubileum II (1993).

## Il disco
La traccia Satan My Master è una delle tracce più reinterpretate della band. In nomine Satanas è una versione alternativa di Bond of Blood (Twilight of the Gods).

## Tracce
1. 33 Something – 3:14
2. Satan My Master – 2:06
3. The Lake – 6:42
4. Crosstitution – 3:17
5. In Nomine Satanas – 6:24
6. Immaculate Pinetreeroad #930 – 2:47
7. War Machine – 3:19
8. The Stallion – 5:14
9. Resolution Greed – 4:13
10. Witchcraft – 2:49
11. Valhalla  – 1:38 (Backing vocals multitrack sample)
12. Sociopath – 3:11
13. Pax Vobiscum – 4:12
14. Genocide – 4:34
15. Gods of Thunder of Wind and of Rain – 5:41